# Seznam preiskovalnih komisij Državnega zbora Republike Slovenije
Seznam preiskovalnih komisij Državnega zbora Republike Slovenije.

## 1. državni zbor Republike Slovenije
- Preiskovalna komisija za parlamentarno preiskavo o sumu zlorabe javnih pooblastil v poslovanju podjetij HIT d.o.o., Nova Gorica, Elan, Slovenske železarne, banke, ki so v sanacijskem postopku, dodelite koncesij za uvoz sladkorja tudi za potrebe državnih rezerv
- Preiskovalna komisija o raziskovanju povojnih množičnih pobojev, pravno dvomljivih procesov in drugih tovrstnih nepravilnosti
- Preiskovalna komisija za parlamentarno preiskavo o vpletenosti in odgovornosti javnih funkcij v zvezi z najdbo orožja na mariborskem letališču
- Preiskovalna komisija o domnevnem škodljivem, nedopustnem in nezakonitem ter neustavnem delovanju in poslovanju Izvršnega sveta Skupščine mesta Ljubljana, izvršnih svetov Skupščin občin Postojna, Trbovlje in Izola ter vseh tistih izvršnih svetov skupščin občin, pri katerih delovanju so bile s strani Službe družbenega knjigovodstva ali drugih pristojnih državnih organov ugotovljene nepravilnosti in nezakonitosti, ter o sumu zlorabe pooblastil nekaterih javnih funkcionarjev in drugih tovrstnih nepravilnosti
- Preiskovalna komisija o preiskavi politične odgovornosti posameznih nosilcev javnih funkcij v izvršnih svetih občin in republike za razkroj gospodarskega sistema Iskre

## 2. državni zbor Republike Slovenije
ni bilo nobene

## 3. državni zbor Republike Slovenije
ni bilo nobene

## 4. državni zbor Republike Slovenije
- Preiskovalna komisija za ugotovitev in oceno dejanskega stanja, ki je lahko podlaga za odločanje o politični odgovornosti nosilcev javnih funkcij v Vladi Republike Slovenije na Ministrstvu za pravosodje in Vrhovnem državnem tožilstvu Republike Slovenije v zvezi z izvrševanjem nadzora po Zakonu o državnem tožilstvu (Uradni list RS št. 110/02 - uradno prečiščeno besedilo) za spremembo zakonodaje in za druge odločitve v skladu z ustavnimi pristojnostmi državnega zbora
- Preiskovalna komisija za ugotovitev politične odgovornosti nosilcev javnih funkcij v zvezi z domnevnim oškodovanjem državnega premoženja pri prodaji deležev Kapitalske družbe d.d. in Slovenske odškodninske družbe d. d. v gospodarskih družbah in sicer tako da zajema preiskava vse prodaje ki so sporne z vidika skladnosti z zakoni in drugimi predpisi ter z vidikov preglednosti in gospodarnosti
- Preiskovalna komisija za ugotovitev politične odgovornosti nosilcev javnih funkcij, ki so sodelovali pri pripravi in izvedbi nakupa lahkih oklepnih kolesnih vozil 6x6, vladnega letala, havbic 155 mm, sistema za upravljanje ognja (ACCS), letal Pilatus in obnovi tankov T55-S financiranih v okviru temeljnih razvojnih programov obrambnih sil Republike Slovenije v letih 1994 do 2007 zaradi suma, da so bili posli politično dogovorjeni, vodeni netransparentno in da so negospodarni, ter zaradi suma o prisotnosti klientelizma in korupcije, in za ugotovitev suma o odgovornosti nosilcev javnih funkcij pri razorožitvi nekdanje teritorialne obrambe
- Preiskovalna komisija za ugotovitev politične odgovornosti nosilcev javnih funkcij, ki so sodelovali pri pripravi in izvedbi pogodbe o nakupu pehotnih bojnih oklepnih vozil - srednjih oklepnih kolesnih vozil 8x8 zaradi suma, da je posel politično dogovorjen, voden netransparentno in da je negospodaren, ter zaradi suma o prisotnosti klientelizma in korupcije, in za ugotovitev suma o neposredni ali posredni povezavi med sedanjimi in nekdanjimi akterji ter nosilci javnih funkcij z orožjem v obdobju 19

## 5. državni zbor Republike Slovenije
- Preiskovalna komisija za ugotovitev politične odgovornosti zaradi suma klientelizma in koruptivnega ravnanja ministra za visoko šolstvo, znanost in tehnologijo Gregorja Golobiča pri pridobitvi znatnih javnih nepovratnih sredstev in poslov na javnih naročilih za gospodarske družbe v skupini Ultra (projekt mestne kartice Urbana, sistem za sledenje in nadzor avtobusov javnega podjetja Ljubljanski potniški promet d.o.o., fiktivni posel varovanja gospodarske družbe Mercator d.,d., elektronizacija študentske prehrane, ki naj bi jo izvajala gospodarska družba Margento R&D d.,o.o. itd), v katerih je Gregor Golobič solastnik ter pri prenosu področja elektronskih komunikacij iz Ministrstva za gospodarstvo na Ministrstvo za visoko šolstvo, znanost in tehnologijo, za ugotovitev politične odgovornosti zaradi suma, da je minister za visoko šolstvo, znanost in tehnologijo Gregor Golobič utajil davke, neupravičeno pridobil status kmeta za nakup kmetijskih zemljišč ter pristojnim organom nepopolno prikazal svoje premoženjsko stanje ter njegov izvor, za ugotovitev politične odgovornosti ministra za visoko šolstvo, znanost in tehnologijo Gregorja Golobiča zaradi suma izogibanja plačevanja davkov Republiki Sloveniji, ob svojem aktivnem sodelovanju pri zviševanju davčnih bremen državljanom Republike Slovenije in za ugotovitev politične odgovornosti zaradi suma klientelizma in koruptivnega ravnanja ministra za visoko šolstvo, znanost in tehnologijo Gregorja Golobiča za pridobitev slabo zavarovanih posojil, ki so bila odobrena s strani banke NLB d.d., ki je v večinski državni lasti, za gospodarske družbe v skupini Ultra